# Воєнцино
Воєнцино (пол. Wojęcino) — село в Польщі, у гміні Боболиці Кошалінського повіту Західнопоморського воєводства.